# Theo de Rooij
Theo de Rooij (Harmelen, 25 aprile 1957) è un ex ciclista su strada, pistard e dirigente sportivo olandese.
Professionista dal 1980 al 1990, vinse il Trofeo Laigueglia nel 1982.

## Palmarès
- 1978 (dilettanti)

Campionati mondiali universitari, Prova in linea
Classifica generale Okolo Slovenska
Classifica generale Rheinland-Pfalz Rundfahrt
- 1979 (dilettanti)

Classifica generale Ronde van Noord-Holland
1ª tappa Rheinland-Pfalz Rundfahrt
- 1980 (Ijsboerke, due vittorie)

Kampioenschap van Vlaanderen - Koolskamp
2ª tappa Tour de Romandie (Delémont > Losanna)
- 1981 (Capri Sonne, due vittorie)

Grand Prix Union-Brauerei
2ª tappa, 1ª semitappa Setmana Catalana de Ciclisme (Gerona > Cercs)
- 1982 (Capri Sonne, quattro vittorie)

Trofeo Laigueglia
5ª tappa, 2ª semitappa Deutschland Tour (Büchholzer Berg, cronometro)
Classifica generale Deutschland Tour
6ª tappa Tour de Suisse (Locarno > Täsch)
- 1983 (TI, due vittoria)

Grand Prix Union-Brauerei
Tour du Hainaut Occidentale
- 1985 (Panasonic, una vittoria)

Prologo Setmana Catalana de Ciclisme (Caldes de Montbuy, cronometro)
1ª tappa Giro di Norvegia (? > Oslo)
- 1989 (Panasonic, due vittorie)

2ª tappa Tour du Luxembourg (Lussemburgo > Dippach)
5ª tappa Ronde van Nederland (Geleen > Gulpen)

### Altri successi
- 1980 (Ijsboerke, una vittoria)

Kermesse Marelbeke
- 1981 (Capri Sonne, una vittoria)

Criterium di Beek
- 1983 (TI, una vittoria)

Criterium di Obbicht
- 1984 (Panasonic, una vittoria)

Profronde van Stiphout (Criterium)
- 1985 (Panasonic, due vittorie)

Profronde van Stiphout (Criterium)
Mijl van Mares - Maarheeze (Criterium)
- 1987 (Panasonic, una vittoria)

Criterium di Elsloo
- 1988 (Panasoni, due vittorie)

2ª tappa Tour de France (La Haie-Fouassière > Ancenis, cronosquadre)
Criterium di Kortenhoef
- 1989 (Panasonic, una vittoria)

Profronde van Maastricht (Criterium)
- 1990 (Panasonic, una vittoria)

Derny di Haaksbergen

## Piazzamenti

### Grandi Giri
- Tour de France

1981: 39º
1982: 19º
1983: 29º
1984: 59º
1985: 59º
1987: 91º
1989: 124º
- Giro d'Italia

1987: 111º
1988: 79º
1990: 161º
- Vuelta a España

1985: 38º
1986: 89º

### Classiche monumento
- Milano-Sanremo

1982: 28º
1987: 108º
- Giro delle Fiandre

1986: 32º
- Parigi-Roubaix

1987: 25º
- Liegi-Bastogne-Liegi

1981: 21º
1982: 19º
1983: 52º
1985: 38º
1986: 27º
1987: 73º
1989: 58º
- Giro di Lombardia

1980: 4º

### Competizioni mondiali
- Campionati del mondo su strada

Yvoir 1975 - In linea juniores: 10º
San Cristóbal 1977 - In linea dilettanti: 62º
San Cristóbal 1977 - Cronosquadre: 17º
Nürburgring 1978 - In linea dilettanti: 11º
Valkenburg 1979 - In linea dilettanti: 40º
Valkenburg 1979 - Cronosquadre: 6º
Sallanches 1980 - In linea: ritirato
Praga 1981 - In linea: 18º
Goodwood 1982 - In linea: ritirato
Altenrhein 1983 - In linea: ritirato
Barcellona 1984 - In linea: ritirato
Colorado Springs 1986 - In linea: 82º
Villach 1987 - In linea: ritirato